# ايوالد لينين
ايوالد لينين هو لاعب كرة قدم ألماني سابق والمدير الفني الحالي نادي سانت باولي
لعب لنادي ارمينيا بينفيلد.